# Brunellia boliviana
Brunellia boliviana är en tvåhjärtbladig växtart som beskrevs av Nathaniel Lord Britton och Henry Hurd Rusby. Brunellia boliviana ingår i släktet Brunellia och familjen Brunelliaceae. Utöver nominatformen finns också underarten B. b. brittonii.